# Regno di Cayor
Il regno di Cayor (1566-1886) è stato il più grande e più potente regno che si scisse dall'impero Wolof (Djolof), nell'odierno Senegal. Era situato nel nord e nel centro del Senegal, a sud-ovest di Waalo, ad ovest dell'Impero Wolof e a nord del regno del Baol e di quello del Sine.

## Storia
Nel 1455 l'esploratore veneziano Alvise Da Mosto, a capo di una spedizione portoghese, visitò il regno e fu ospite del locale sovrano Zucholin per 28 giorni.
Nel 1566 il Cayor ottenne l'indipendenza dall'impero Wolof, dopo esserne stato a lungo tributario, attirando presto nella sua orbita il vicino regno del Baol, che si staccò definitivamente nel 1702. 
Il Cayor, che ebbe per la maggior parte damel legati alla religioni tradizionali, dovette affrontare numerosi ribellioni di quelle fasce di popolazioni convertite all'islam, che periodicamente guidate da vari marabutti. Nel 1789 una di queste ribellioni portò all'indipendenza dei Lebu. 
La capitale dell'impero era Mboul. Dopo la conquista francese di Waalo, il governatore Louis Faidherbe annesse Cayor nel 1868, ma il Cayor recuperò la propria indipendenza nel 1871. Nel 1877, durante il regno di Lat Dior, il Cayor annesse nuovamente il Baol. Fu sconfitto e annesso nuovamente nel 1879, cessando di essere uno stato sovrano. Il regno venne definitivamente smembrato nel 1886 con la morte dell'ultimo re Lat Dior, che si era opposto alla costruzione della ferrovia Dakar-Saint-Louis.

## Forma di governo
Tradizionalmente il titolo di damel stesso non è stato puramente ereditario, ma era designato da un consiglio composto da Grandi Elettori tra i membri del matrilignaggio dei Geedy:
- il Diawdine Bul, capo ereditario dei dyambour (uomini liberi)
- il tchialaw, capo del cantone di Dianbagnane
- il botale, capo del cantone di Ndiop
- il badgie, capo del cantone di Gategne